# Campionati mondiali juniores di pattinaggio di figura 2019
I Campionati mondiali juniores di pattinaggio di figura 2019 si sono svolti a Zagabria, in Croazia, dal 4 al 10 marzo. È stata la 44ª edizione del torneo, organizzato dalla International Skating Union.

## Podi
| Evento              | Oro                                     | Argento                                   | Bronzo                             |
| Singolare maschile  | Tomoki Hiwatashi                        | Roman Savosin                             | Daniel Grassl                      |
| Singolare femminile | Aleksandra Trusova                      | Anna Ščerbakova                           | Ting Cui                           |
| Coppie              | Anastasija Mišina / Aleksandr Galljamov | Apollinarija Panfilova / Dmitrij Rylov    | Polina Kostjukovič / Dmitrij Jalin |
| Danza               | Marjorie Lajoie / Zachary Lagha         | Elizaveta Chudajberdieva / Nikita Nazarov | Sof'ja Ševčenko / Igor' Erëmenko   |